# Sikkel (bloeiwijze)

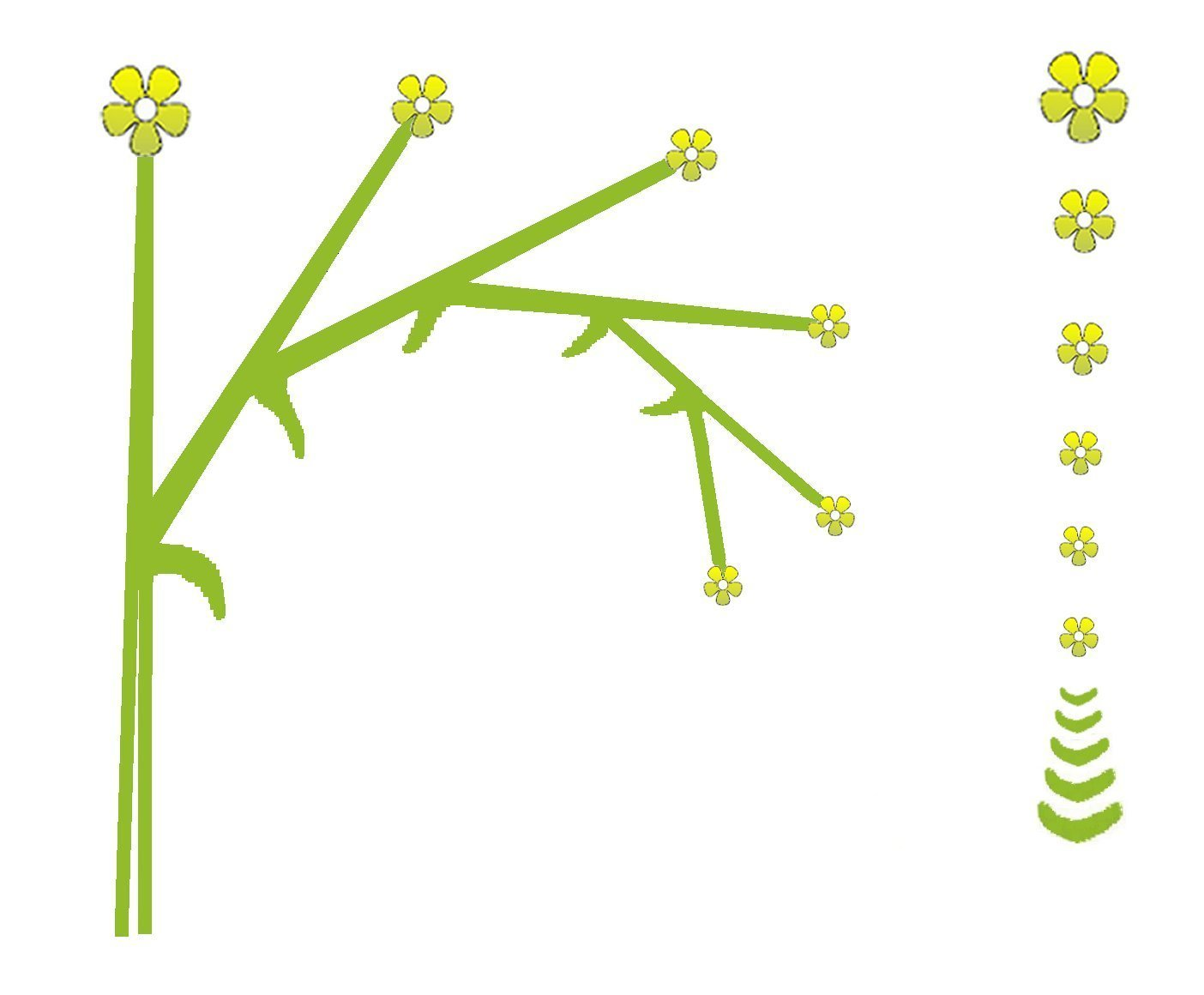
sikkel zij- en bovenaanzicht

Een sikkel is een bloeiwijze, waarbij de zijas steeds aan dezelfde kant van de vorige ontspringt, alle links of alle rechts. De bloemen liggen in hetzelfde vlak en zijn naar één zijde gebogen, zoals bij de Russenfamilie.
De sikkel onderscheidt zich van de waaier, doordat bij de waaier de zijassen afwisselend links en rechts staan.

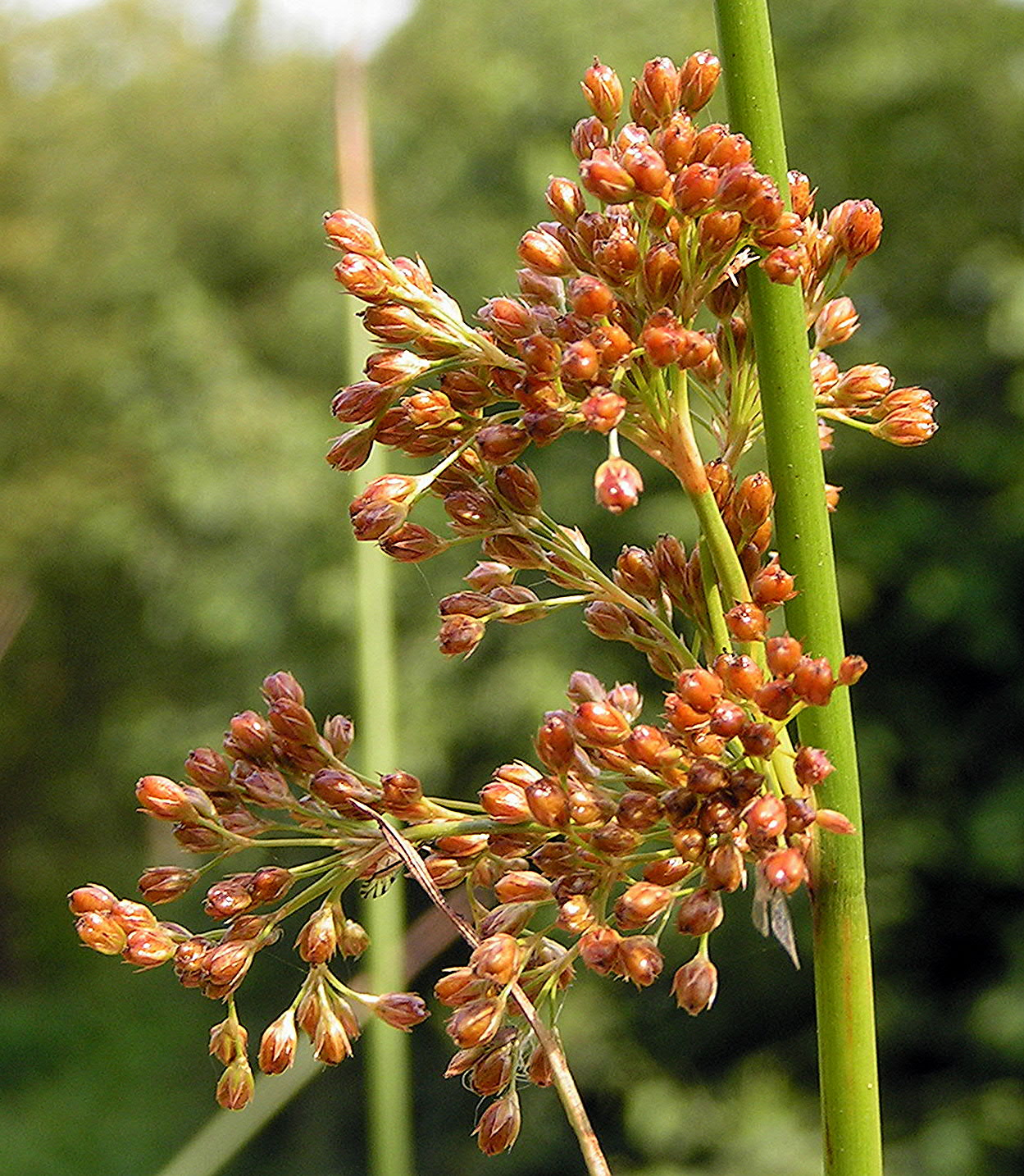
sikkels bij pitrus